# 萬桑·藍東
文森特·林顿（法語：Vincent Lindon，1959年7月15日—）是法國男演員、導演、編劇，活躍時間超過30年。2015年，他因演出《衡量一個人》获得第68屆坎城影展最佳男演員獎，隔年再獲得凱薩獎最佳男主角獎、盧米埃獎最佳男演員獎。2021年，与阿加特·罗素主演肉体恐怖剧情《钛》。2024年，他因演出《安靜的兒子》獲得第81屆威尼斯影展最佳男演員獎。

## 外部連結
- 萬桑·藍東在互联网电影资料库（IMDb）上的資料（英文）